# Petrus en Pauluskerk (Eltville am Rhein)
De HH. Petrus en Pauluskerk (Duits: St. Peter und Paul) is een katholieke parochiekerk in de Duitse plaats Eltville am Rhein.

## Geschiedenis
Het bouwbegin van de huidige kerk lag mogelijk rond 1305, het koor werd vanaf 1359 in gebruik genomen. Tijdens bouwwerkzaamheden werden bij opgravingen in 1933-1934 de sporen ontdekt van een vroeger kerkgebouw uit de 10e eeuw. In de 12e eeuw volgde een romaans bouwwerk dit oudere kerkgebouw op. Toen men begon te bouwen aan de gotische kerk bleef de romaanse toren voorlopig nog staan; pas in de jaren 1930 werd de stomp ervan afgebroken. Omstreeks 1420 werd de kerk naar het zuiden toe vergroot. De aanleiding was een hostiewonder dat in Niedergladbach had plaatsgevonden. Met de komst van deze hostie naar Eltville begon een bedevaart, die een vergroting van het kerkgebouw noodzakelijk maakte. Tegelijkertijd werd begonnen met de laatgotische toren, waarvan het westelijk portaal het wapen van de aartsbisschop Koenraad III van Dhaun draagt. De toren brandde na een blikseminslag in 1683 af en kreeg in plaats van de gotische spits daarna de barokke afsluiting. De dakruiter werd na een brand in 1782 toegevoegd. 
Om de kerk weer een gotischer aanzien te geven, vond er vanaf 1862 een omvangrijke renovatie plaats. Zo werden o.a. de lichte vensters uit 1753 vervangen door kleurige vensters van de Belgische architect Jean-Baptiste Bethune. De vensters werden in 1867-1868 in de koorafsluiting geplaatst en tonen de heiligen Petrus, Paulus, Catharina, Sebastiaan, Carolus Borromeus en Elisabeth. In 1882 ontwierp de glasschilder Alexander Linnemann uit Frankfurt vensters voor de kerk. Nieuwe vensters uit 1902-1905 van A.F. Martin verdrongen de Bethune-vensters naar de noordzijde van het koor.
De sacristie van de kerk dateert uit 1933-1934, de oude sacristie werd toen in de Mariakapel omgebouwd.  
In de jaren 1984-1985 werden nieuwe vensters door Jupp Jost gemaakt voor de noordelijke muur van de kerk. Ze hebben als thema "De wijn in het Oude en Nieuwe Testament".

## Inrichting
- Laatgotische muurschilderingen: wapens boven de triomfboog (circa 1400), een voorstelling van het Jongste Gericht aan de oostelijke muur van de torenhal (circa 1400, in 1961 herontdekt) en een voorstelling van het Lam Gods in de Mariakapel uit de eerste helft van de 15e eeuw.
- Het doopvont (1517) met boven de symbolen van de evangelisten paarsgewijs de 12 apostelen en Christus als wereldrechter. De kleuren op het doopvont werden in 1960 aan de hand van originele kleurresten aangebracht.
- Twee madonna's op een maansikkel uit de 16e eeuw.
- Het neogotische hoogaltaar werd in 1867-1869 gebouwd naar een ontwerp van Jean-Baptiste Bethune.
- De kerk bezit talrijke grafstenen en epitafen, waaronder het renaissance-monument van Agnes von Koppenstein met haar beide kinderen.
- De kruisigingsgroep in de Schmidtburg-kapel op het kerkhof van Peter Schro (1505)
- Buiten bevindt zich aan de kerk een Olijfberggroep (1520, eveneens toegeschreven aan Peter Schro).

## Orgels
De kerk heeft twee orgels ter beschikking: op initiatief van baron John Sutton werd naar het voorbeeld van het orgel in de Sint-Valentiuskerk te Kiedrich in 1868 een zwaluwnestorgel van de orgelbouwer Louis-Benoît Hooghuys (1822-1885) uit Brugge geïnstalleerd. Het hoofdorgel dateert uit 1962 en werd door Förster & Nikolaus uit Lich gebouwd. Het orgel kreeg enkele registers van het zwaluwnestorgel, dat onder meer daarom niet meer te bespelen is.

## Afbeeldingen

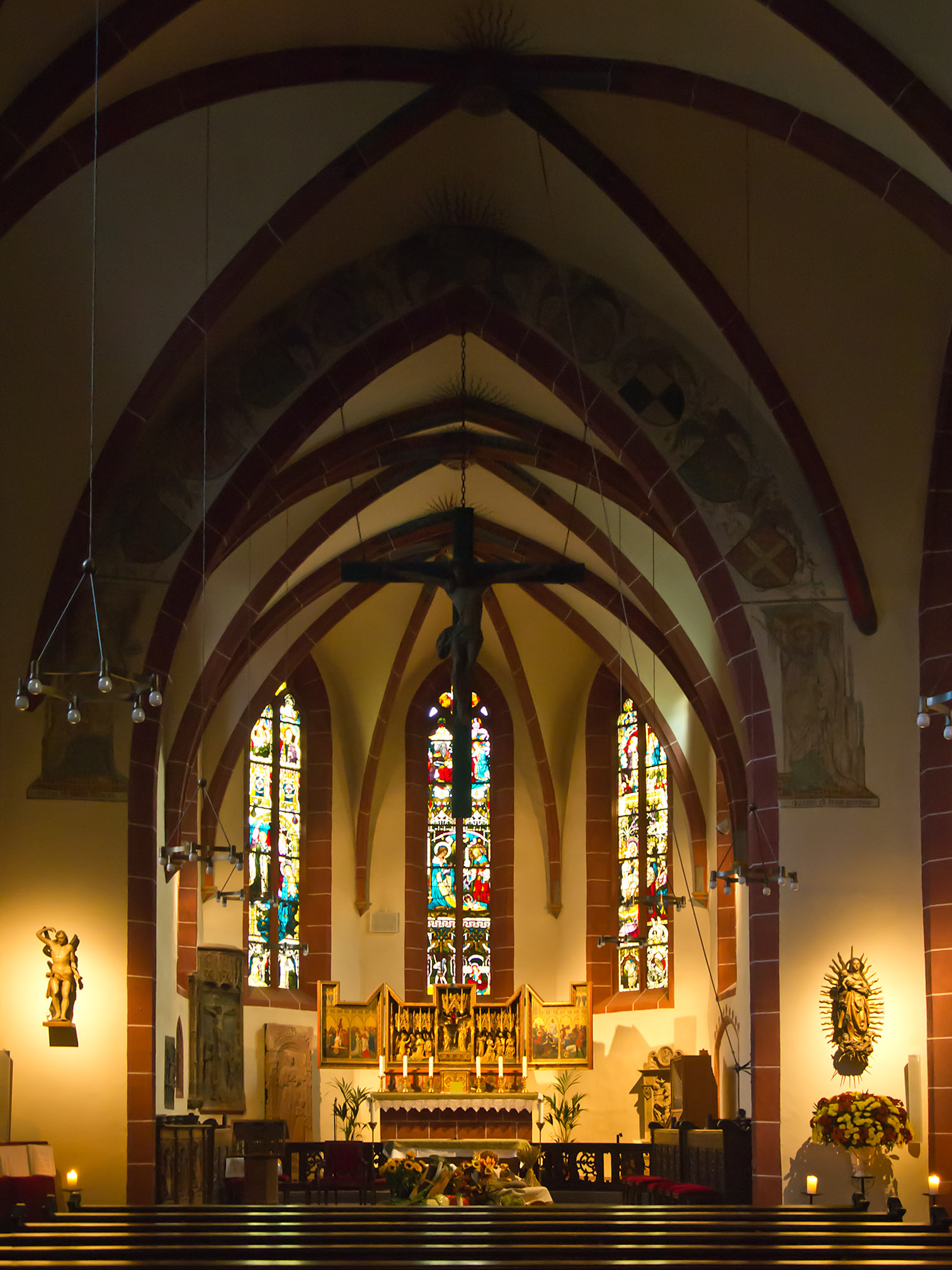
Koor
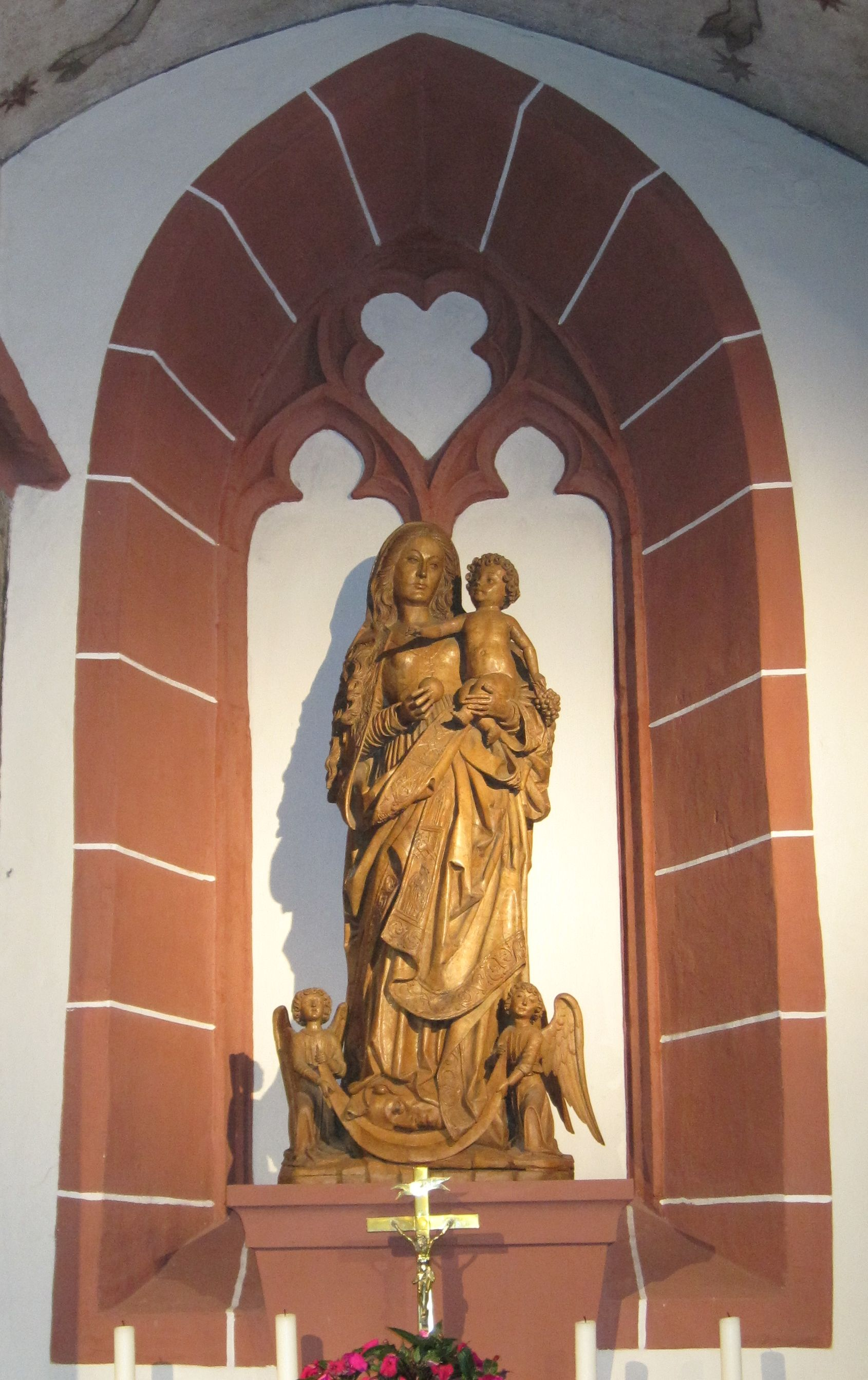
Eén van de beide maansikkelmadonna's in de kerk
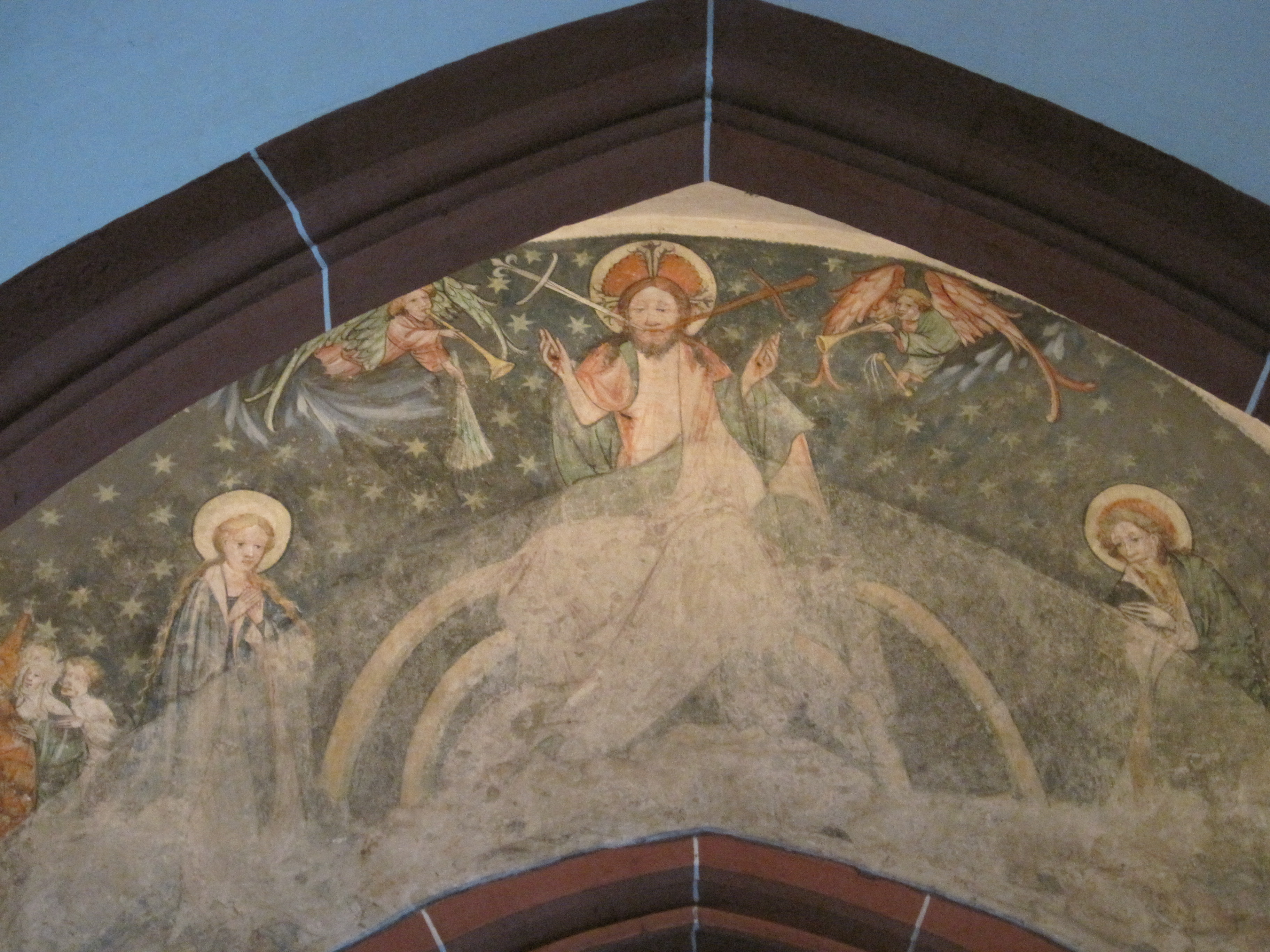
Muurschildering het Jongste Gericht
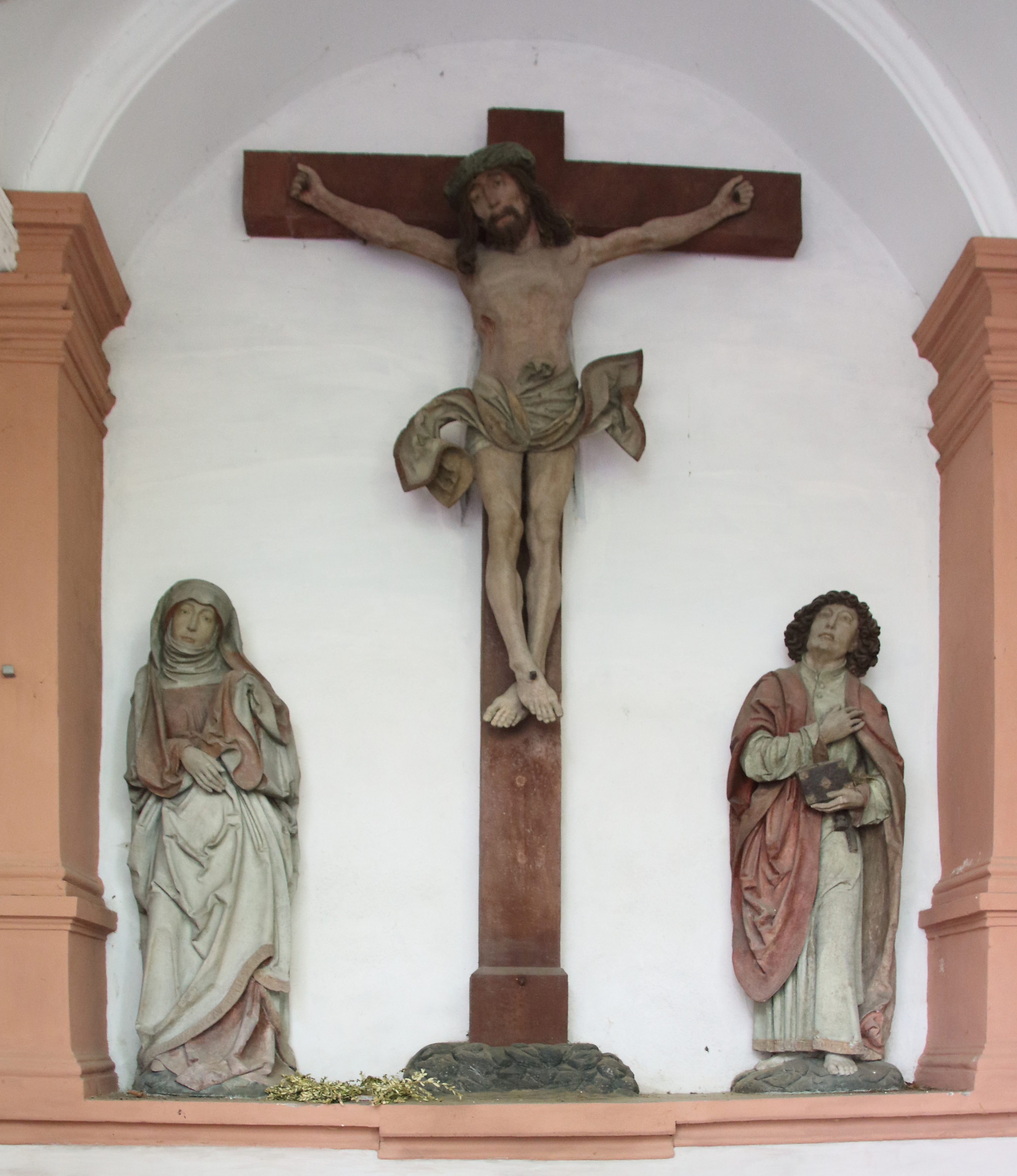
Kruisigingsgroep
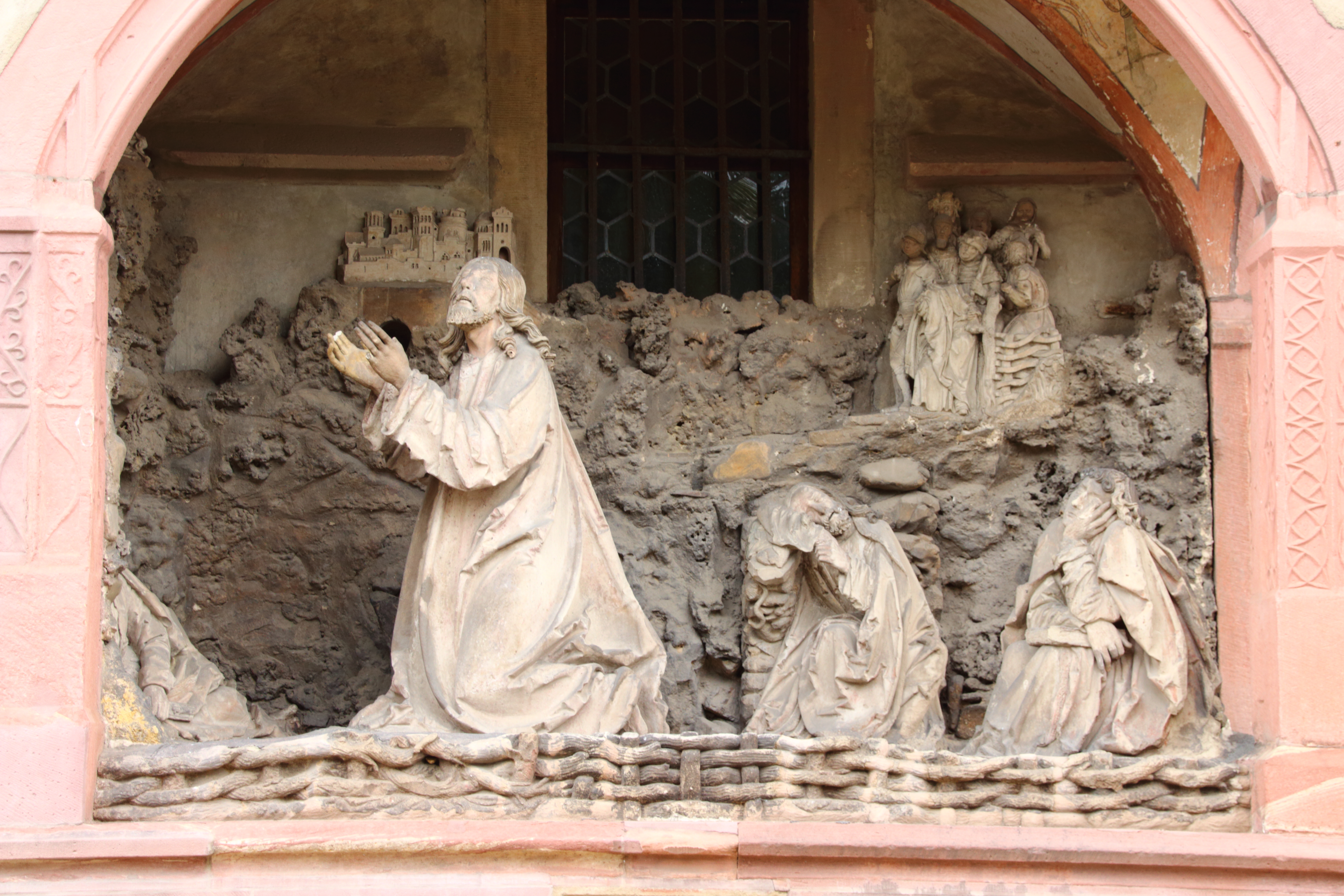
Olijfberggroep
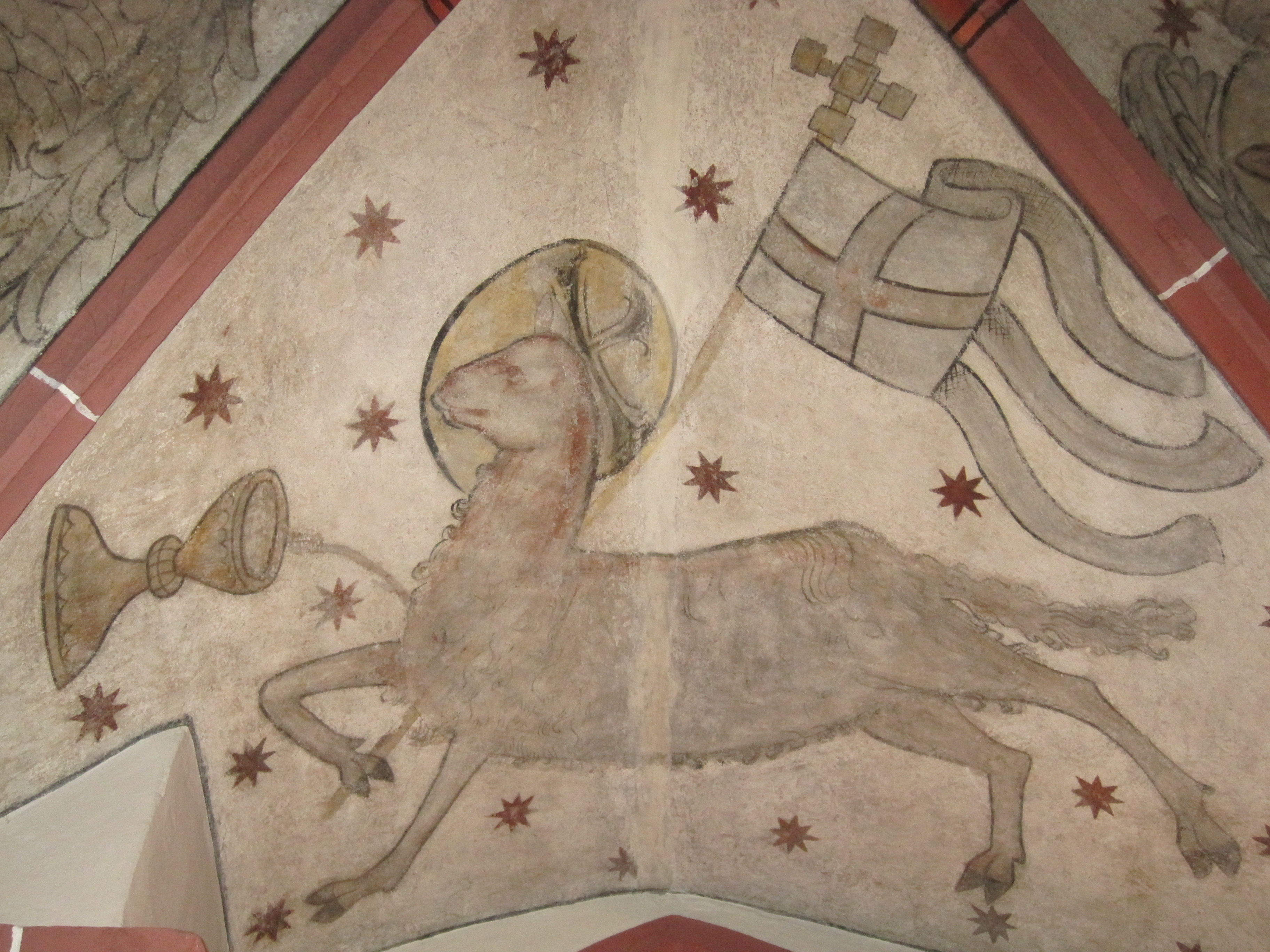
Muurschildering Lam Gods